# Forma cuadrática

En relatividad especial, los puntos donde se anula una forma cuadrática da lugar al cono de luz; el signo de la misma permite distinguir entre sucesos accesibles e inaccesibles desde un evento dado.

En matemáticas, una forma cuadrática es una aplicación que asigna a cada elemento {\displaystyle x} de un espacio vectorial un elemento del cuerpo sobre el que está construido el espacio vectorial. Una vez fijadas unas coordenadas (una base) en el espacio vectorial, toman la forma de un polinomio homogéneo de segundo grado en esas coordenadas. Así, los siguientes son ejemplos de formas cuadráticas en espacios vectoriales de dimensiones 1, 2 y 3 fijando coordenadas {\displaystyle (x),(x,y)} y {\displaystyle (x,y,z)}, respectivamente:
{\displaystyle Q(x)=ax^{2}}
{\displaystyle Q(x,y)=ax^{2}+bxy+cy^{2}}
{\displaystyle Q(x,y,z)=ax^{2}+by^{2}+cz^{2}+dxy+exz+fyz,}
donde {\displaystyle a,b,c,d,e,f} son coeficientes del cuerpo.
La forma cuadrática arquetípica es la forma {\displaystyle x^{2}+y^{2}+z^{2}} en {\displaystyle \mathbb {R} ^{3}} con coordenadas tomadas en la base canónica, que define la estructura euclídea del espacio asignando a cada vector la norma dada por la raíz cuadrada de la forma cuadrática. Otro ejemplo clásico es la forma {\displaystyle x^{2}+y^{2}+z^{2}-t^{2}} en {\displaystyle \mathbb {R} ^{4}} con base canónica, que permite definir el espacio de Minkowski utilizado en relatividad especial.
Las formas cuadráticas intervienen en muchos ámbitos de las matemáticas: resultados de clasificación de cónicas y cuádricas, búsqueda de mínimos y máximos locales de funciones de varias variables, la definición de curvatura de una superficie, el análisis de componentes principales en estadística, etc.
También se usan en varios dominios de la física: para definir el momento de inercia de un sólido rígido, en relatividad especial y general, etc.

## Definición formal
Una forma cuadrática es una aplicación {\displaystyle \omega \,} de un espacio vectorial {\displaystyle E} en un cuerpo {\displaystyle \mathbb {K} }, que cumple las siguientes condiciones equivalentes:
a) Existe una forma bilineal simétrica {\displaystyle f(\cdot ,\cdot )} de {\displaystyle E\times E} en el cuerpo {\displaystyle \mathbb {K} } tal que {\displaystyle \omega (x)=f(x,x)} para todo {\displaystyle u\in E}. A {\displaystyle f(\cdot ,\cdot )} se le llama forma polar de {\displaystyle \omega }.
b) {\displaystyle \omega (\lambda x)=\lambda ^{2}\omega (x)}, {\displaystyle \forall \lambda \in K,\forall u\in E}.
Partiendo de la definición (b) se puede construir la forma bilineal simétrica asociada como {\displaystyle f(x,y)={\frac {\omega (x+y)-\omega (x)-\omega (y)}{2}}}. Se dice indistintamente que {\displaystyle \omega } es la forma cuadrática asociada a {\displaystyle f(\cdot ,\cdot )} o que {\displaystyle f(\cdot ,\cdot )} es la forma bilineal asociada a {\displaystyle \omega }.
Prefijada una base {\displaystyle u=(u_{1},\dots ,u_{n})} del espacio {\displaystyle E}, una forma cuadrática es por tanto una aplicación de la forma {\displaystyle \omega (x)=f(x,x)=X^{\mathsf {T}}\,B\ X}, donde {\displaystyle X} son las coordenadas de {\displaystyle x} en base {\displaystyle u} y {\displaystyle B} es una matriz simétrica (la matriz de {\displaystyle f} en base {\displaystyle u}) que tiene la forma siguiente:
{\displaystyle {\begin{pmatrix}f(u_{1},u_{1})&&f(u_{1},u_{2})&&\cdots &&f(u_{1},u_{n})\\f(u_{2},u_{1})&&f(u_{2},u_{2})&&\cdots &&f(u_{2},u_{n})\\\vdots &&\vdots &&\ddots &&\vdots \\f(u_{n},u_{1})&&f(u_{n},u_{2})&&\dots &&f(u_{n},u_{n})\end{pmatrix}}}
Se suele escribir {\displaystyle B=:M_{u}(f)=:M_{u}(\omega )}.
Habitualmente también se representan mediante un polinomio de segundo grado con varias variables (tantas como la dimensión del espacio vectorial), que se obtiene desarrollando el producto {\displaystyle \omega (x)=f(x,x)=X^{\mathsf {T}}\,B\ X} (habiendo fijado previamente una base). 
Así, en {\displaystyle \mathbb {R} ^{3}}, por ejemplo, poniendo {\displaystyle X={\begin{pmatrix}x\\y\\z\end{pmatrix}}} las coordenadas de un vector fijada una base {\displaystyle u} (la base canónica, por ejemplo), podríamos referirnos a la forma cuadrática {\displaystyle x^{2}+y^{2}+z^{2}+2xy}, que se correspondería con la forma cuadrática de matriz en base canónica {\displaystyle M_{u}(f)={\begin{pmatrix}1&&1&&0\\1&&1&&0\\0&&0&&1\end{pmatrix}}}. De la misma manera, una forma cuadrática general en {\displaystyle \mathbb {R} ^{3}} (fijada una base para tomar coordenadas) será de la forma {\displaystyle ax^{2}+by^{2}+cz^{3}+dxy+exz+fyz}, correspondiente a la matriz simétrica general {\displaystyle M_{u}(f)={\begin{pmatrix}a&&d/2&&e/2\\d/2&&b&&f/2\\e/2&&f/2&&c\end{pmatrix}}}.
Es decir, fijada una base, hay una biyección entre formas cuadráticas de {\displaystyle E} con {\displaystyle \dim E=n}, matrices simétricas {\displaystyle n\times n} y polinomios de segundo grado en {\displaystyle n} variables.

## Equivalencia entre formas cuadráticas y formas bilineales simétricas
Es evidente que tanto las formas cuadráticas como las formas bilineales simétricas definen sendos espacios vectoriales (son estables bajo combinaciones lineales con elementos del cuerpo).
Para ver la equivalencia entre las formas cuadráticas y las formas bilineales simétricas, basta encontrar una biyección entre estos dos espacios vectoriales, que no es sino el contenido del apartado b) de la sección anterior.
Sin embargo, no han de confundirse: las formas bilineales son aplicaciones de {\displaystyle E\times E\to \mathbb {K} } mientras que las formas cuadráticas son aplicaciones de {\displaystyle E\to \mathbb {K} } . 

## Equivalencia de formas cuadráticas
Se dice que dos formas cuadráticas {\displaystyle q_{\varphi },q_{\psi }} (con formas bilineales asociadas {\displaystyle \varphi ,\psi }, respectivamente) son equivalentes si existen bases {\displaystyle e,u} del espacio vectorial {\displaystyle E} tales que {\displaystyle q_{\varphi },q_{\psi }} tienen la misma matriz, es decir, {\displaystyle q_{\varphi }\sim q_{\psi }\Leftrightarrow \exists u,e} bases de {\displaystyle E} tales que {\displaystyle M_{e}(q_{\varphi })=M_{u}(q_{\psi })}. Esto es claramente una relación de equivalencia y nos permitirá clasificar las formas cuadráticas. El resultado principal de esta sección es que toda forma cuadrática de un espacio vectorial sobre un cuerpo de característica distinta de 2 es equivalente a una forma con matriz diagonal.
Lo primero que necesitamos es ver cómo se comportan las matrices asociadas respecto del cambio de base. Si {\displaystyle e,u} son dos bases de {\displaystyle E}, {\displaystyle M_{u,e}} es la matriz del cambio de {\displaystyle u} a {\displaystyle e} (es decir, sus columnas son las componentes de los vectores de {\displaystyle u} en base {\displaystyle e}) y {\displaystyle q} es una forma cuadrática, entonces {\displaystyle M_{u}(q)=M_{u,e}^{\mathsf {T}}M_{e}(q)M_{u,e}}.
| Demostración |
| Sea {\displaystyle x\in E} y sean {\displaystyle X_{e},X_{u}} los vectores de sus coordenadas en bases {\displaystyle e,u}, respectivamente. Pero las coordenadas en base {\displaystyle e} de {\displaystyle x} vienen dadas por el vector {\displaystyle X_{e}=M_{u,e}X_{u}}. Ahora, {\displaystyle q(x,x)=X_{e}^{\mathsf {T}}M_{e}(q)X_{e}=(M_{u,e}X_{u})^{\mathsf {T}}M_{e}(q)(M_{u,e}X_{u})=X_{u}^{\mathsf {T}}(M_{u,e}^{\mathsf {T}}M_{e}(q)M_{u,e})X_{u}} Como {\displaystyle M_{u}(q)} es, por definición, la (única) matriz tal que {\displaystyle q(x,x)=X_{u}^{\mathsf {T}}M_{u}(q)X_{u}}, tenemos la relación que buscábamos. {\displaystyle \quad \square } |

Veamos ahora el resultado principal: toda forma cuadrática {\displaystyle q_{\varphi }} de un espacio vectorial sobre un cuerpo de característica distinta de 2 es equivalente a una forma con matriz diagonal, es decir, hay una base {\displaystyle u} tal que {\displaystyle \varphi (u_{i},u_{j})=0\ \ \ \forall i\neq j}. Esto quiere decir, además, que el polinomio asociado a {\displaystyle q_{\varphi }} en base {\displaystyle u} es una suma de cuadrados: {\displaystyle q(x)=a_{1}x_{1}^{2}+\dots +a_{n}x_{n}^{2}} ({\displaystyle (x_{1},\dots ,x_{n})^{\mathsf {T}}} son las coordenadas de {\displaystyle x} en base {\displaystyle u}). Tal base se suele denominar {\displaystyle \varphi }-ortogonal por analogía a cuando {\displaystyle \varphi } es un producto escalar.
| Toda forma cuadrática {\displaystyle q_{\varphi }} de un espacio vectorial de característica distinta de dos admite una base {\displaystyle \varphi }-ortogonal. |
| Sea {\displaystyle q_{\varphi }} una forma cuadrática con forma bilineal simétrica asociada {\displaystyle \varphi }. Hacemos la demostración por inducción sobre la dimensión del espacio vectorial, {\displaystyle n=\dim E}. {\displaystyle n=1}: En este caso, la matriz de la forma cuadrática es {\displaystyle 1\times 1}, por lo que ya es diagonal, así que no hay nada que demostrar. Supongamos el resultado cierto para {\displaystyle n-1} y veámoslo para {\displaystyle n>1}. Si {\displaystyle \varphi =0}, entonces, {\displaystyle M_{e}(q_{\varphi })=0} en cualquier base y, en particular, es diagonal. Podemos suponer pues que {\displaystyle \varphi \neq 0} y, en particular, que {\displaystyle q_{\varphi }\neq 0}. Por tanto, existe un vector {\displaystyle u_{1}\in E} tal que {\displaystyle q_{\varphi }(u_{1})\neq 0}. Además, la aplicación {\displaystyle \varphi (u_{1},\cdot )\colon E\rightarrow \mathbb {K} } es no nula (es distinta de cero en {\displaystyle u_{1}}), lineal y su núcleo {\displaystyle \operatorname {Ker} (\varphi (u_{1},\cdot ))} tiene dimensión {\displaystyle n-\dim(\operatorname {Im} \varphi (u_{1},\cdot ))=n-1} por el teorema rango-nulidad. Como {\displaystyle u_{1}\not \in \operatorname {Ker} (\varphi (u_{1},\cdot ))}, tenemos que {\displaystyle \langle u_{1}\rangle \cap \operatorname {Ker} (\varphi (u_{1},\cdot ))=\{0\}}, por lo que {\displaystyle E=\langle u_{1}\rangle \oplus \operatorname {Ker} (\varphi (u_{1},\cdot ))} (están en suma directa). Sea {\displaystyle \psi } la restricción de {\displaystyle \varphi } a {\displaystyle \operatorname {Ker} (\varphi (u_{1},\cdot ))}. Como este último espacio tiene dimensión {\displaystyle n-1}, {\displaystyle \psi } tiene una base {\displaystyle \psi }-ortogonal {\displaystyle (u_{2},\dots ,u_{n})}. Ahora, la base {\displaystyle (u_{1},\dots ,u_{n})} de {\displaystyle E} es {\displaystyle \varphi }-ortogonal, pues la primera fila y la primera columna son nulas excepto en el elemento diagonal por definición de {\displaystyle \operatorname {Ker} (\varphi (u_{1},\cdot ))} y el resto por ser {\displaystyle (u_{2},\dots ,u_{n})} {\displaystyle \psi }-ortogonal. {\displaystyle \quad \square } |

### Clasificación en el caso complejo
Supongamos a partir de ahora que {\displaystyle \mathbb {K} =\mathbb {C} } y veamos qué más podemos deducir. Nuestro objetivo es describir exactamente las clases de equivalencia y dar un representante canónico de cada una. Es decir, queremos dar una lista de formas cuadráticas (o matrices simétricas, ya que están en biyección) tal que cualquier otra forma sea equivalente a una y sólo una de las formas de esa lista.
Ya hemos visto que toda forma es equivalente a una forma con matriz diagonal, pero vamos a demostrar más en el caso complejo: dada una forma {\displaystyle q_{\varphi }\colon E\rightarrow \mathbb {C} }, existe una base {\displaystyle u=(u_{1},\dots ,u_{n})} de {\displaystyle E} tal que la matriz de {\displaystyle q_{\varphi }} en base {\displaystyle u} es de la forma siguiente para un cierto {\displaystyle r=0,\dots ,n}, con {\displaystyle n=\dim E}:
{\displaystyle {\begin{pmatrix}1&\\&\ddots ^{r}\\&&1\\&&&0\\&&&&\ddots &\\&&&&&0\end{pmatrix}}}
| Demostración |
| Sea {\displaystyle u=(u_{1},\dots ,u_{n})} la base de {\displaystyle E} en que {\displaystyle q_{\varphi }} tiene matriz simétrica. Podemos suponer (reordenando la base) que los elementos nulos de la matriz están abajo. Es decir, que {\displaystyle M_{u}(q_{\varphi })=D(a_{1},\dots ,a_{r},0,\dots ,0),\ \ a_{i}\neq 0,i=1,\dots ,r}, con {\displaystyle r=0,\dots ,n}. Ahora, podemos definir la base {\displaystyle v=(v_{1},\dots ,v_{n})=\left({\tfrac {1}{\sqrt {a_{1}}}}u_{1},\dots ,{\tfrac {1}{\sqrt {a_{r}}}}u_{r},u_{r+1},\dots ,u_{n}\right)}. Podemos tomar raíces sin preocuparnos por el signo porque el cuerpo es {\displaystyle \mathbb {C} }. Es un cálculo sencillo comprobar que en la nueva base la matriz tiene la forma que queremos. {\displaystyle \quad \square } |

Ahora afirmamos que toda forma cuadrática compleja es equivalente a una y sólo una forma cuadrática de la forma anterior, con {\displaystyle r=0,\dots ,n}. En efecto, que es equivalente a una ya lo hemos demostrado; veamos que lo es a sólo una. Definimos el rango de una cuádrica {\displaystyle \operatorname {rg} (q_{\varphi })} como el rango de su matriz en una cierta base. Está bien definido porque su matriz en otra base se obtiene multiplicando la matriz en la base original por matrices de cambio de base (invertibles), por lo que su rango no cambia. Esto quiere decir que {\displaystyle D(1,{\overset {r)}{\dots }},1,0,\dots ,0)} y {\displaystyle D(1,{\overset {s)}{\dots }},1,0,\dots ,0)} no son equivalentes para {\displaystyle r\neq s} (pues tienen rangos distintos), de donde una forma cuadrática arbitraria {\displaystyle q_{\varphi }} sólo puede ser equivalente a una de las anteriores.
En conclusión, en un espacio de dimensión {\displaystyle n} hay {\displaystyle n+1} clases de equivalencia de formas cuadráticas complejas; se puede tomar como representante canónico de cada clase la matriz diagonal con {\displaystyle r} unos en la diagonal ({\displaystyle r=0,\dots ,n}), y podemos saber a qué clase pertenece una forma cuadrática compleja dada simplemente mirando el rango de su matriz en cualquier base (este rango es el número {\displaystyle r} de unos en la diagonal del representante canónico de su clase).

### Clasificación en el caso real
En este último apartado suponemos que {\displaystyle \mathbb {K} =\mathbb {R} } y queremos hacer lo mismo que hemos hecho para los complejos, es decir, encontrar una lista de formas cuadráticas reales tal que cualquier otra sea equivalente a una y sólo una de la lista.
Como antes, ya hemos visto que toda forma es equivalente a una forma con matriz diagonal. En el caso complejo podíamos transformar todos los elementos diagonales en 1 porque podíamos tomar raíces de los elementos diagonales fueran positivos o negativos (ver la demostración en el apartado anterior). Sin embargo, en el caso real esto último no lo podemos hacer para elementos negativos y veremos que lo máximo que podemos hacer es transformar los coeficientes negativos en -1 (y los positivos en 1, como en el caso complejo). 
Es decir, afirmamos que dada una forma cuadrática {\displaystyle q_{\varphi }\colon E\rightarrow \mathbb {R} }, existe una base {\displaystyle u=(u_{1},\dots ,u_{n})} de {\displaystyle E} tal que la matriz de {\displaystyle q_{\varphi }} en base {\displaystyle u} es de la forma siguiente para ciertos {\displaystyle i_{+},i_{-}=0,\dots ,n,\quad i_{+}+i_{-}\leq n}:
{\displaystyle {\begin{pmatrix}1&\\&\ddots ^{i_{+}}\\&&1\\&&&-1\\&&&&\ddots ^{i_{-}}&\\&&&&&-1\\&&&&&&0\\&&&&&&&\ddots \\&&&&&&&&0\end{pmatrix}}}
| Demostración |
| Sea {\displaystyle B=(u_{1},\dots ,u_{i_{+}},v_{1},\dots ,v_{i_{-}},w_{1},\dots ,w_{i_{0}})} la base de {\displaystyle E} en que {\displaystyle q_{\varphi }} tiene matriz simétrica. Podemos suponer (reordenando la base) que los elementos diagonales están colocados en la diagonal en el orden siguiente: primero los positivos, luego los negativos y luego los nulos (por eso la notación de los subíndices). Es decir, que {\displaystyle M_{B}(q_{\varphi })=D(a_{1},\dots ,a_{i_{+}},b_{1},\dots ,b_{i_{-}},0,\dots ,0),\ \ a_{i}>0,i=1,\dots ,i_{+},\quad b_{i}<0,i=1,\dots i_{-}}. Ahora, podemos definir la base {\displaystyle \left({\tfrac {1}{\sqrt {a_{1}}}}u_{1},\dots ,{\tfrac {1}{\sqrt {a_{i_{+}}}}}u_{i_{+}},{\tfrac {1}{\sqrt {-b_{1}}}}v_{1},\dots ,{\tfrac {1}{\sqrt {-b_{i_{-}}}}}v_{i_{-}},w_{1},\dots ,w_{i_{0}}\right)}. Es un cálculo sencillo comprobar que en la nueva base la matriz tiene la forma que queremos. {\displaystyle \quad \square } |

De hecho, afirmamos que esta es toda la clasificación, es decir, que cualquier forma cuadrática real es equivalente a una y sólo una de las formas anteriores para ciertos {\displaystyle i_{+},i_{-}=0,\dots ,n,\quad i_{+}+i_{-}\leq n}. Que es equivalente a una ya lo hemos visto; veamos que sólo lo es a una demostrando que las formas anteriores no son equivalentes entre sí. Para ver esto tomamos {\displaystyle q_{\varphi }} una forma cuadrática real y {\displaystyle u} una base {\displaystyle \varphi }-ortogonal (la matriz {\displaystyle M_{u}(q_{\varphi })} es diagonal) y definimos:
{\displaystyle F_{+}(u)=\langle u_{i}:q_{\varphi }(u_{i})>0\rangle \quad \quad \quad i_{+}(u)=\dim F_{+}(u)}
{\displaystyle F_{-}(u)=\langle u_{i}:q_{\varphi }(u_{i})<0\rangle \quad \quad \quad i_{-}(u)=\dim F_{-}(u)}
{\displaystyle F_{0}(u)=\langle u_{i}:q_{\varphi }(u_{i})=0\rangle \quad \quad \quad i_{0}(u)=\dim F_{0}(u)}
Vamos a demostrar que {\displaystyle i_{+}(u),i_{-}(u),i_{0}(u)} son independientes de la base {\displaystyle \varphi }-ortogonal escogida. Por tanto, las matrices anteriores, como tienen estos números distintos, no son equivalentes, y habremos completado la clasificación.
| Si {\displaystyle u,v} son dos bases {\displaystyle \varphi }-ortogonales, entonces {\displaystyle i_{+}(u)=i_{+}(v),\ i_{-}(u)=i_{-}(v),\ i_{0}(u)=i_{0}(v)}. |
| Claramente {\displaystyle i_{0}(u)=n-\operatorname {rg} (M_{u}(q_{\varphi }))=n-\operatorname {rg} (q_{\varphi })} es independiente de la base escogida (ya vimos en el apartado de la clasificación compleja que el rango sólo dependía de la forma cuadrática y no de la base). Veamos los otros. Claramente {\displaystyle E=F_{+}(u)\oplus F_{-}(u)\oplus F_{0}(u)=F_{+}(v)\oplus F_{-}(v)\oplus F_{0}(v)}, donde {\displaystyle \oplus } denota la suma directa (pues {\displaystyle u,v} son bases). Consideremos la aplicación siguiente: {\displaystyle f=\pi \circ i\colon F_{+}(u){\overset {i}{\longrightarrow }}E{\overset {\pi }{\longrightarrow }}F_{+}(v)}, con {\displaystyle i} la inclusión de {\displaystyle F_{+}(u)} en {\displaystyle E} y {\displaystyle \pi } la proyección de {\displaystyle E=F_{+}(v)\oplus (F_{-}(v)\oplus F_{0}(v))} en {\displaystyle F_{+}(v)}. Veamos que {\displaystyle f} es inyectiva. Como es lineal, basta ver que su núcleo se anula. Tomamos {\displaystyle x\in F_{+}(u)\subseteq E=F_{+}(v)\oplus (F_{-}(v)\oplus F_{0}(v))} y sea {\displaystyle x=y+z}, donde {\displaystyle y\in F_{+}(v),z\in F_{-}(v)\oplus F_{0}(v)}están unívocamente determinados porque los espacios están en suma directa. Supogamos pues que {\displaystyle f(x)=0}. Entonces, {\displaystyle 0=f(x)=\pi (i(x))=\pi (x)=\pi (y+z)=y}, por lo que {\displaystyle y=0} y {\displaystyle x=z}. Pero {\displaystyle x\in F_{+}(u)\Rightarrow q_{\varphi }(x)\geq 0} y {\displaystyle x=z\in F_{-}(v)\oplus F_{0}(v)\Rightarrow q_{\varphi }(x)\leq 0}, por lo que necesariamente {\displaystyle q_{\varphi }(x)=0}, y {\displaystyle x=0}, pues {\displaystyle x\in F_{+}(u)} y cualquier otro vector de {\displaystyle F_{+}(u)} tiene {\displaystyle q_{\varphi }(x)>0}. Por tanto, se tiene que {\displaystyle i_{+}(u)=\dim F_{+}(u)\leq \dim F_{+}(v)=i_{+}(v)}. Por simetría obtenemos la igualdad. Ahora, como {\displaystyle i_{-}(u)=n-i_{+}(u)-i_{0}(u)} e {\displaystyle i_{+}(u),i_{0}(u)} no dependen de la base, tampoco depende {\displaystyle i_{-}(u)}.{\displaystyle \quad \square } |

Este resultado se conoce como ley de inercia de Sylvester e {\displaystyle i_{+},i_{-}} índices de inercia positivo y negativo de la forma cuadrática y al par {\displaystyle (i_{+},i_{-})}, signatura. Hemos visto que una forma cuadrática queda totalmente clasificada por el par {\displaystyle (i_{+},i_{-})}, pero también basta el par {\displaystyle (r,i_{+})}, donde {\displaystyle r} es el rango de la forma cuadrática ({\displaystyle i_{-}} queda determinado como {\displaystyle i_{-}=r-i_{+}}). Para calcular los índices de inercia de una forma cuadrática determinada se puede usar el método de Gauss para transformar la matriz de la forma en una matriz diagonal repitiendo mismas transformaciones por filas y por columnas para no perder la simetría (si no no sería un cambio de base de formas cuadráticas). Se acaba llegando a una matriz diagonal porque la matriz original es simétrica. En la matriz resultante basta contar los elementos positivos para obtener {\displaystyle i_{+}}.

## Propiedades
- Cuando {\displaystyle K=\mathbb {R} } se dice que la forma cuadrática es real.
- Dos formas cuadráticas pueden ser:
  - linealmente equivalentes en {\displaystyle \mathbb {R} } si las signaturas de ambas formas cuadráticas coinciden.
  - linealmente equivalentes en {\displaystyle \mathbb {C} } si los rangos de las matrices de las formas cuadráticas coinciden.
  - métricamente equivalentes si poseen el mismo polinomio característico.
- Una forma cuadrática define un espacio vectorial euclídeo si y sólo si es definida positiva, lo cual se puede comprobar utilizando el criterio de Sylvester.

## Forma cuadrática definida
Se dice que una forma cuadrática  {\displaystyle q:V\to \mathbb {R} } es definida si para todo {\displaystyle x\neq 0\in V} se verifica:
{\displaystyle q(x)=b_{p}(x,x)\neq 0}
siendo {\displaystyle b_{p}} la forma polar de la forma cuadrática.
En el caso antes mencionado, si una forma cuadrática es definida entonces:
- o es definida positiva {\displaystyle q(x)>0\quad \forall x\in V\quad 0\neq x}
- o es definida negativa {\displaystyle q(x)<0\quad \forall x\in V\quad 0\neq x}

| Demostración |
| Se procederá por reducción al absurdo. Supongamos que q es definida y que existen q(x)<0 y q(y)>0 y se busca {\displaystyle q(\lambda x+y)=0}, {\displaystyle \lambda \in \mathbb {R} } Desarrollando se tiene: {\displaystyle \ q(\lambda x+y)=\lambda ^{2}q(x)+2\lambda b_{p}(x,y)+q(y)} Despejando {\displaystyle \lambda ={\dfrac {-b_{p}(x,y)\pm {\sqrt {b_{p}(x,y)^{2}-q(x)q(y)}}}{q(x)}}} Como q(x)<0 y q(y)>0 el discriminante es positivo y existe solución distinta de la trivial que verifica {\displaystyle q(\lambda x+y)=0} con lo que se llega a un absurdo pues se supuso que la forma cuadrática era definida. |

Una forma cuadrática es definida positiva (negativa) si todos los autovalores de su matriz asociada son positivos (negativos)
| Demostración |
| Sea A la matriz asociada a la forma polar de la forma cuadrática. Entonces {\displaystyle q(x)=x^{t}Ax} Dado que A es una matriz simétrica existe una base de autovectores ortogonales {\displaystyle \{e_{i}\}} con autovalores {\displaystyle \{\lambda _{i}\}}. En la base de autovectores se tiene {\displaystyle x=\sum _{i}c_{i}e_{i}} Operando (omitiendo sumatorios): {\displaystyle q(x)=x^{t}Ax=c_{j}e_{j}\lambda _{i}c_{i}e_{i}=\lambda _{i}c_{i}c_{j}\delta _{i}^{j}=\lambda _{i}c_{i}^{2}} Que es positivo (negativo) en general si y solo si {\displaystyle \lambda _{i}>(<)0\quad \forall i} |

## Representación gráfica
El  caso de que {\displaystyle V=\mathbb {R} ^{2}}, una forma cuadrática, puede representarse por un conjunto de cónicas. Si la signatura de la forma cuadrática es 2, entonces las curvas serán un conjunto de elipses, si la signatura es 1 será un conjunto de parábola y si la signatura es 0 entonces será un conjunto de hipérbolas.
A todos los vectores cuyo extremo caiga sobre la misma curva cuadrática se les asignará el mismo valor numérico.

## Acotación de una forma cuadrática
Sea la forma cuadrática {\displaystyle Q:\,\mathbb {R} ^{n}\to \mathbb {R} } definida por {\displaystyle Q(x)=x^{T}Ax\,}, con {\displaystyle A\in \mathbb {R} ^{n\times n}} simétrica. Esta matriz es diagonalizable ortogonalmente siempre. 

Si pensamos en la factorización {\displaystyle A=P\Delta P^{T}\,} con {\displaystyle P\in \mathbb {R} ^{n\times n}} una matriz ortogonal compuesta por autovectores de {\displaystyle A\,} y {\displaystyle \Delta \in \mathbb {R} ^{n\times n}\,} una matriz diagonal compuesta por los autovalores de {\displaystyle A\,} en su diagonal, vemos que la forma cuadrática se reduce a

{\displaystyle Q(x)=x^{T}P\Delta P^{T}x\,}

Si llamamos {\displaystyle y=P^{T}x\,}, entonces tenemos que {\displaystyle y^{T}=\left(P^{T}x\right)^{T}=x^{T}P\,}. Reemplazando en la ecuación anterior tenemos que

{\displaystyle Q(x)={\hat {Q}}(y)=y^{T}\Delta y}

Y sabemos que {\displaystyle \Delta =\operatorname {diag} [\lambda _{1}\quad \cdots \quad \lambda _{n}]^{T}}, con {\displaystyle \lambda _{i},\,\,1\leq i\leq n} autovalor de {\displaystyle A\,}. Por lo que si el cambio de variables propuesto es tal que {\displaystyle y=[y_{1}\quad \cdots \quad y_{n}]^{T}} tenemos que

{\displaystyle {\hat {Q}}(y)=\sum _{i=1}^{n}\lambda _{i}y_{i}^{2}}

A este tipo de forma cuadrática se la llama "forma cuadrática sin productos cruzados". 
Sean, {\displaystyle \lambda _{1}\geq \cdots \geq \lambda _{n}\,} los autovalores de {\displaystyle A\,} ordenados de forma decreciente. Es decir, {\displaystyle \lambda _{\rm {max}}=\lambda _{1}\quad \wedge \quad \lambda _{\rm {min}}=\lambda _{n}}. Entonces tenemos que

{\displaystyle {\hat {Q}}(y)=\sum _{i=1}^{n}\lambda _{i}y_{i}^{2}\quad \leq \quad \lambda _{\rm {max}}\sum _{i=1}^{n}y_{i}^{2}}
{\displaystyle {\hat {Q}}(y)=\sum _{i=1}^{n}\lambda _{i}y_{i}^{2}\quad \geq \quad \lambda _{\rm {min}}\sum _{i=1}^{n}y_{i}^{2}}

Por otro lado, observando bien el siguiente término, nos damos cuenta de que {\displaystyle \sum _{i=1}^{n}y_{i}^{2}=\|y\|^{2}\,}. Por lo tanto,

{\displaystyle \lambda _{\rm {min}}\|y\|^{2}\quad \leq \quad {\hat {Q}}(y)\quad \leq \quad \lambda _{\rm {max}}\|y\|^{2}}

Pero una de las propiedades fundamentales de las matrices ortogonales es que conservan el producto interno, pues en particular {\displaystyle \|y\|^{2}=(y,y)=\left(P^{T}x,P^{T}x\right)=\left(P^{T}x\right)^{T}P^{T}x=x^{T}PP^{T}x=x^{T}x=\|x\|^{2}}. Entonces, finalmente tenemos que

{\displaystyle \lambda _{\rm {min}}\|x\|^{2}\quad \leq \quad Q(x)\quad \leq \quad \lambda _{\rm {max}}\|x\|^{2}}

Y ocurre que {\displaystyle Q(x)=\lambda _{\rm {min}}\|x\|^{2}\,} cuando el vector {\displaystyle x\in S_{\lambda _{\rm {min}}}} y también {\displaystyle Q(x)=\lambda _{\rm {max}}\|x\|^{2}\,} cuando el vector {\displaystyle x\in S_{\lambda _{\rm {max}}}}, siendo {\displaystyle S_{\lambda _{\rm {max}}}} y {\displaystyle S_{\lambda _{\rm {min}}}} los autoespacios asociados a los autovalores máximo y mínimo respectivamente.